# Moulon (Loiret)
Moulon je francouzská obec v departementu Loiret v regionu Centre-Val de Loire. V roce 2011 zde žilo 194 obyvatel.

## Sousední obce
Chapelon, Ladon, Mignerette, Mignères, Saint-Maurice-sur-Fessard, Villemoutiers, Villevoques

## Vývoj počtu obyvatel
Počet obyvatel